# St. Martin (Degersheim)

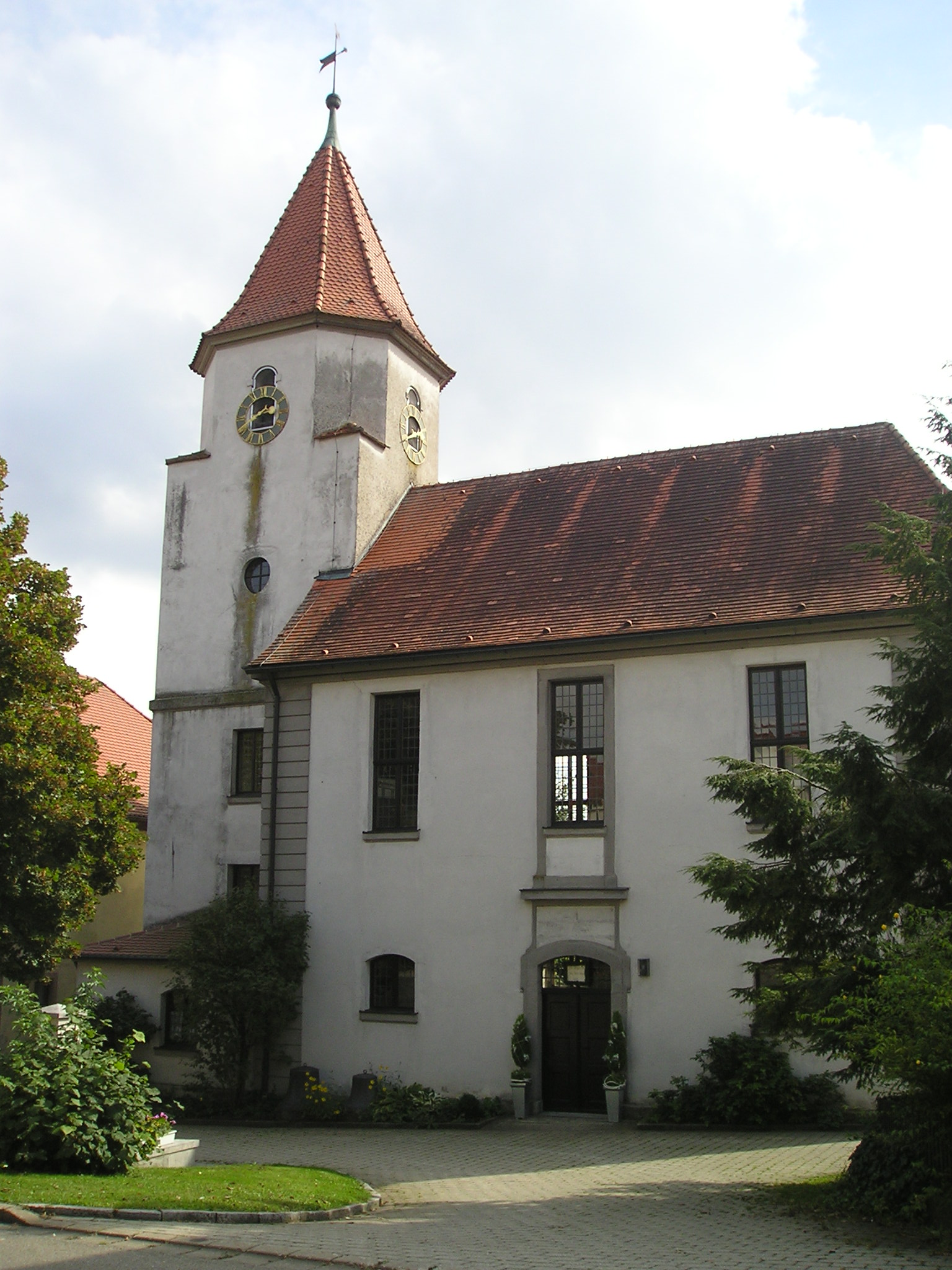
Die St.-Martin-Kirche, 2011

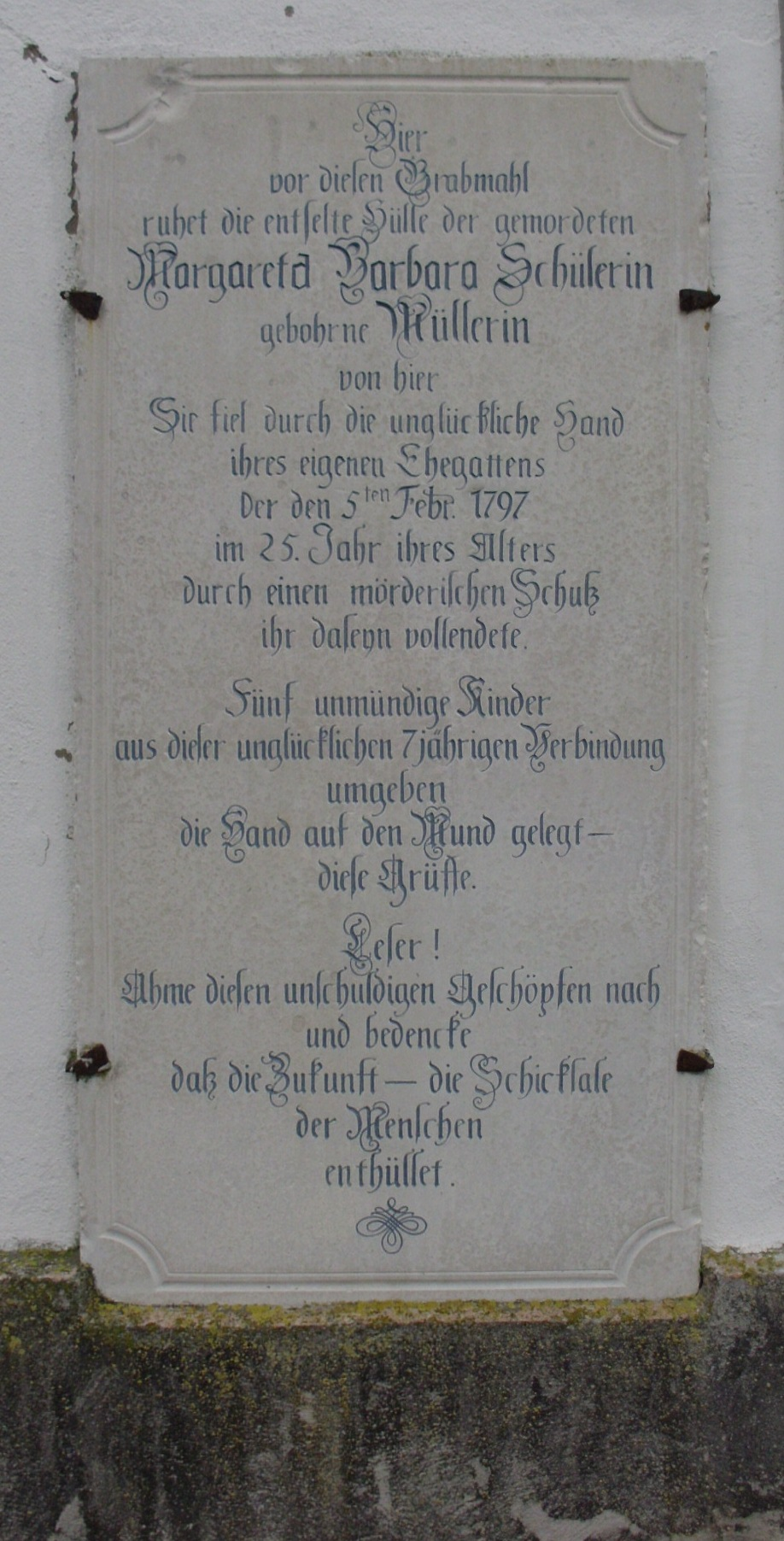
Grabplatte des 18. Jahrhunderts an der Südseite der Kirche

Die St.-Martin-Kirche (ⓘ) ist eine evangelisch-lutherische Kirche in Degersheim, einem Gemeindeteil des Marktes Heidenheim im mittelfränkischen Landkreis Weißenburg-Gunzenhausen. Sie gehört seit dem 14. Dezember 2013 zur Pfarrei Hechlingen im Evangelisch-Lutherischen Dekanat Heidenheim. Das Gebäude mit der postalischen Adresse Hauptstraße 8 ist unter der Denkmalnummer D-5-77-140-36 als Baudenkmal in die Bayerische Denkmalliste eingetragen. Die Vorgängerbauten der Kirche sind zusätzlich als Bodendenkmal (Nummer: D-5-7030-0138) eingetragen. Das Kirchenpatrozinium ist der hl. Martin von Tours.

## Geschichte und Baubeschreibung

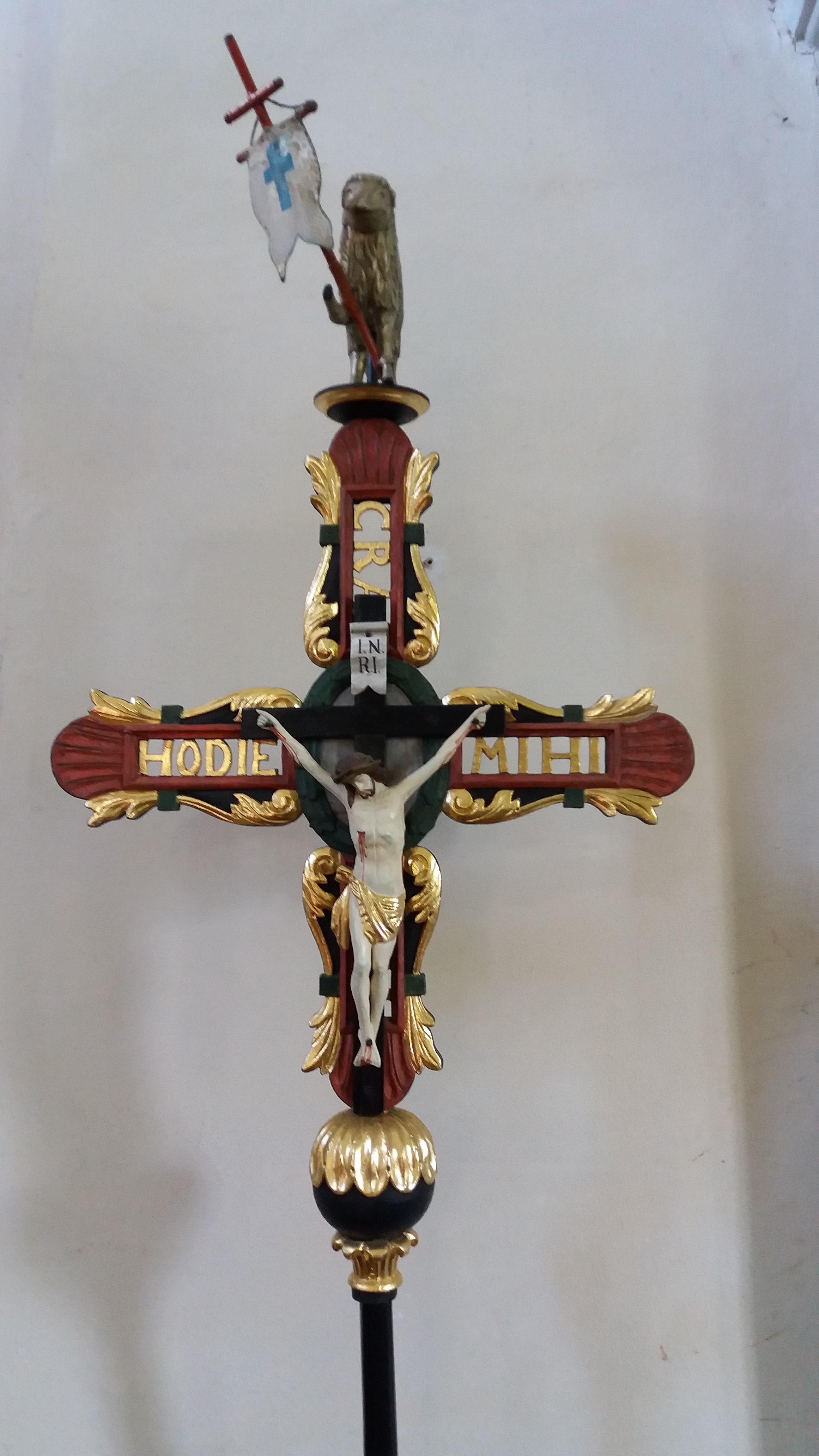
Vortragskreuz, St. Martin Degersheim

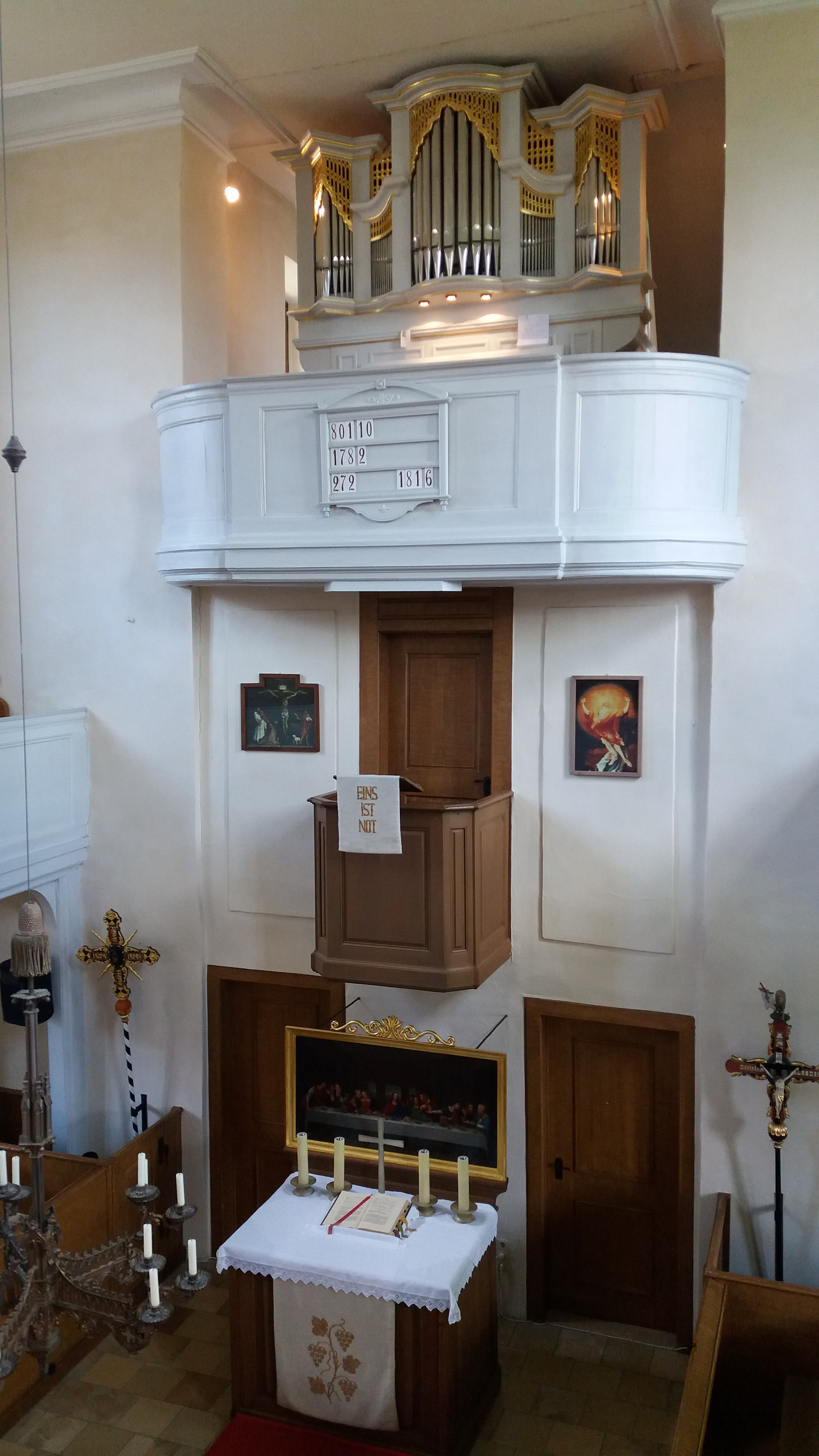
Im Kircheninneren

Die Rechte an der Kirche von Degersheim lagen seit alters her beim Kloster Heidenheim, nachgewiesenermaßen seit 1480. Damals war der Kirchenpatron der heilige Wunibald. 1518 wurde aber bereits der heilige Martin als Kirchenpatron genannt. Die Kirche wurde vom Kloster Heidenheim und später von der Kaplanei in der Heidenheimer Propstei Mariabrunn versorgt; der Kaplan bzw. Propst war zugleich Pfarrer von Degersheim. 1533 wurde der Ort durch die Reformation evangelisch und weiterhin bis 1570 vom Mariabrunner Propst versorgt.
Die jetzige Markgrafenkirche wurde 1767 nach Plänen des Ansbacher Hofbaumeisters Johann David Steingruber unter Weiterverwendung des älteren Turmes an der Ostseite als Chorturmkirche neu erbaut; der Turm, der noch den alten Chorraum birgt, erhielt ein polygonales Obergeschoss, das von einem Zeltdach abgeschlossen wird und beherbergt drei Glocken. Die Westfassade ist durch einen Mittelrisalit und durch Rustikallisenen als Schaufassade gestaltet. Im Inneren sind Altar, Kanzel und Chorempore an der Abschlusswand zum alten Chorraum vertikal angeordnet, das Langhaus weist drei Emporen auf. An Schmuck zeigt die Kirche unter anderem eine Kopie von Leonardo da Vincis Das Letzte Abendmahl. Auf der Südseite der Kirche erinnert ein Grabmal an Margareta Barbara Schülerin, geborene Müllerin, die „durch die unglückliche Hand ihres eigenen Ehegattens“ fiel, der am 5. Februar 1797 die 25-Jährige und Mutter von fünf unmündigen Kindern „durch einen mörderischen Schuß“ tötete.
Im Kirchenraum erinnert eine Gedenktafel vom 18. August 1884 an die Wirren des Dreißigjährigen Krieges. Vom Kirchenvorstand unterzeichnet heißt es:

„Zur Erinnerung an den 14. August 1634. An diesem Tage wurde die Gemeinde Degersheim von einer Abteilung des Kriegsvolkes Kaiser Ferdinands, welches die Stadt Nördlingen belagerte, überfallen. Das ganze Dorf wurde zerstört, alles Eigentum geplündert, die Fluren verwüstet und die Bevölkerung übel mißhandelt. Wer zum Auswandern noch Kraft hatte, floh, die anderen starben teils an der Pest, teils durch den Hunger. Pfarrer Peter Geuder, aus Uffenheim gebürtig, welcher seit 1601, mithin 33 Jahre, die Pfarrei Degersheim versehen hatte, wurde von den Kriegsleuten erschossen und musste bis zum 29. August unbeerdigt liegen bleiben, weil er wegen der Tag und Nacht währenden Plünderung und Tyrannei des Kriegsvolks nicht hatte begraben werden können. Erst 1636 siedelten sich zwei frühere Familien, die Brüder Georg und Andreas Lutz, sowie Leonhard Sauer in dem bis dahin gänzlich verlassenen Orte an, bis sich 1648 im Ganzen 10 Haushaltungen wieder zusammengefunden hatten. Von 1671 an hatte Degersheim wieder einen eigenen Pfarrer. Dem damaligen Geschlechte zum bleibenden Gedächtnis, den Nachkommen zur ernsten Mahnung.“

## Orgel
1767 wahrscheinlich erst nach 1800 wurde eine Orgel angeschafft (von Orgelbauer Johann Wolfgang Eichmüller?). 1863 erfolgten Balgreparaturen durch Georg Friedrich Steinmeyer. 1864 stellte Steinmeyer ein gebrauchtes, renoviertes Werk aus unbekannter Herkunft auf. 1910 erbaute Steinmeyer sein Opus 1043 mit 10 Registern auf zwei Manualen und Pedal. Das jetzige Orgelwerk wurde 1990 von der Firma Koch aus Feuchtwangen eingebaut und besitzt 13 Register auf zwei Manualen und Pedal.